# Rue Lamennais
La rue Lamennais est une voie du 8e arrondissement de Paris.

## Situation et accès
La rue Lamennais commence au 21, avenue de Friedland et se termine au 29, rue Washington.
Le quartier est desservi par la ligne 1 du métro à la station George V.

## Origine du nom

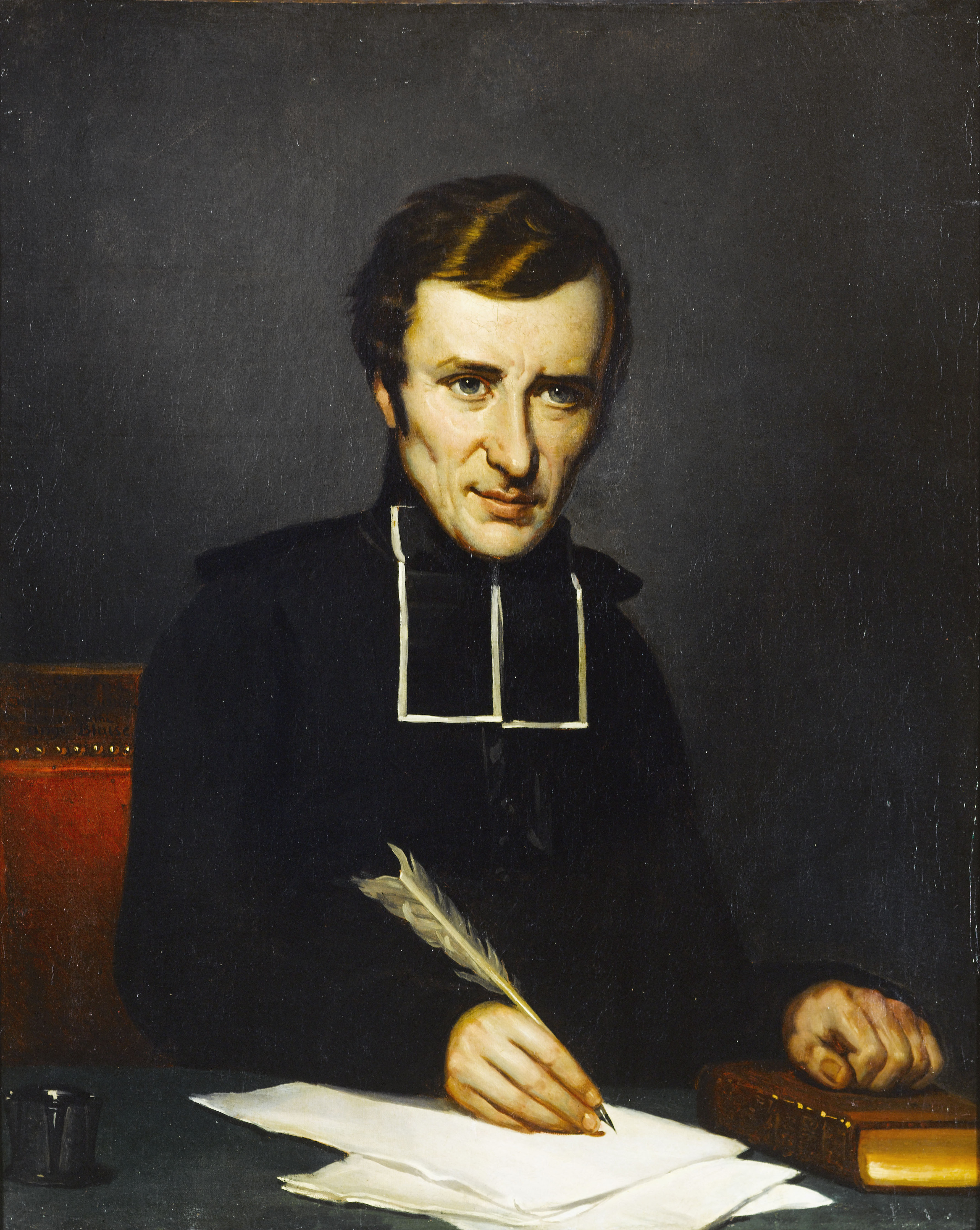
Félicité de Lamennais.

Elle porte le nom de l'écrivain français l'abbé Lamennais (1782-1854). 

## Historique
Cette voie est ouverte en 1842 sur les terrains de l'ancienne chartreuse Beaujon sous le nom de « rue du Centre », parce qu'elle avait été percée au centre de la chartreuse. Elle prend sa dénomination actuelle par un arrêté du 20 janvier 1881. 

## Bâtiments remarquables et lieux de mémoire

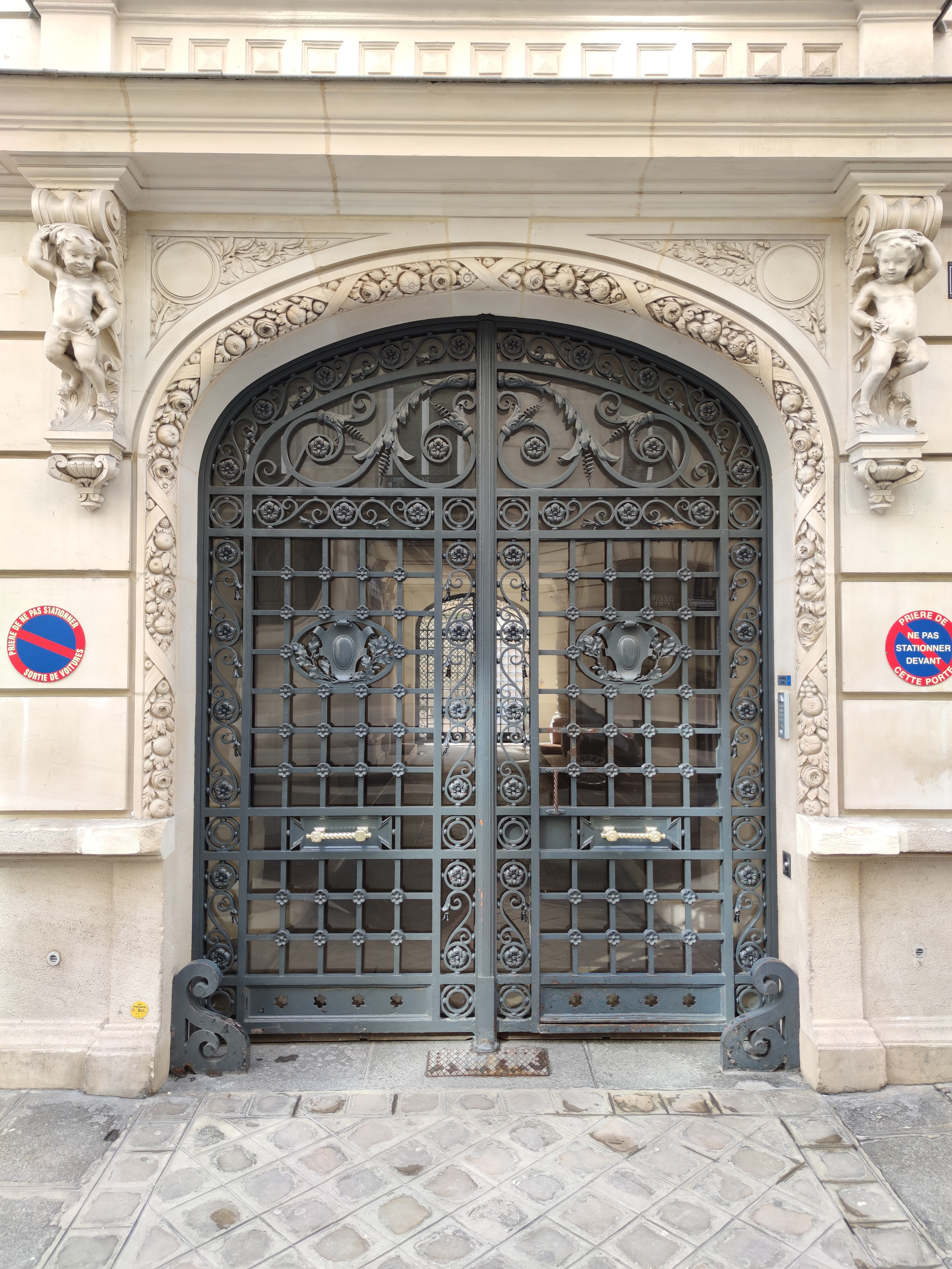
No 7 : entrée de l'immeuble.

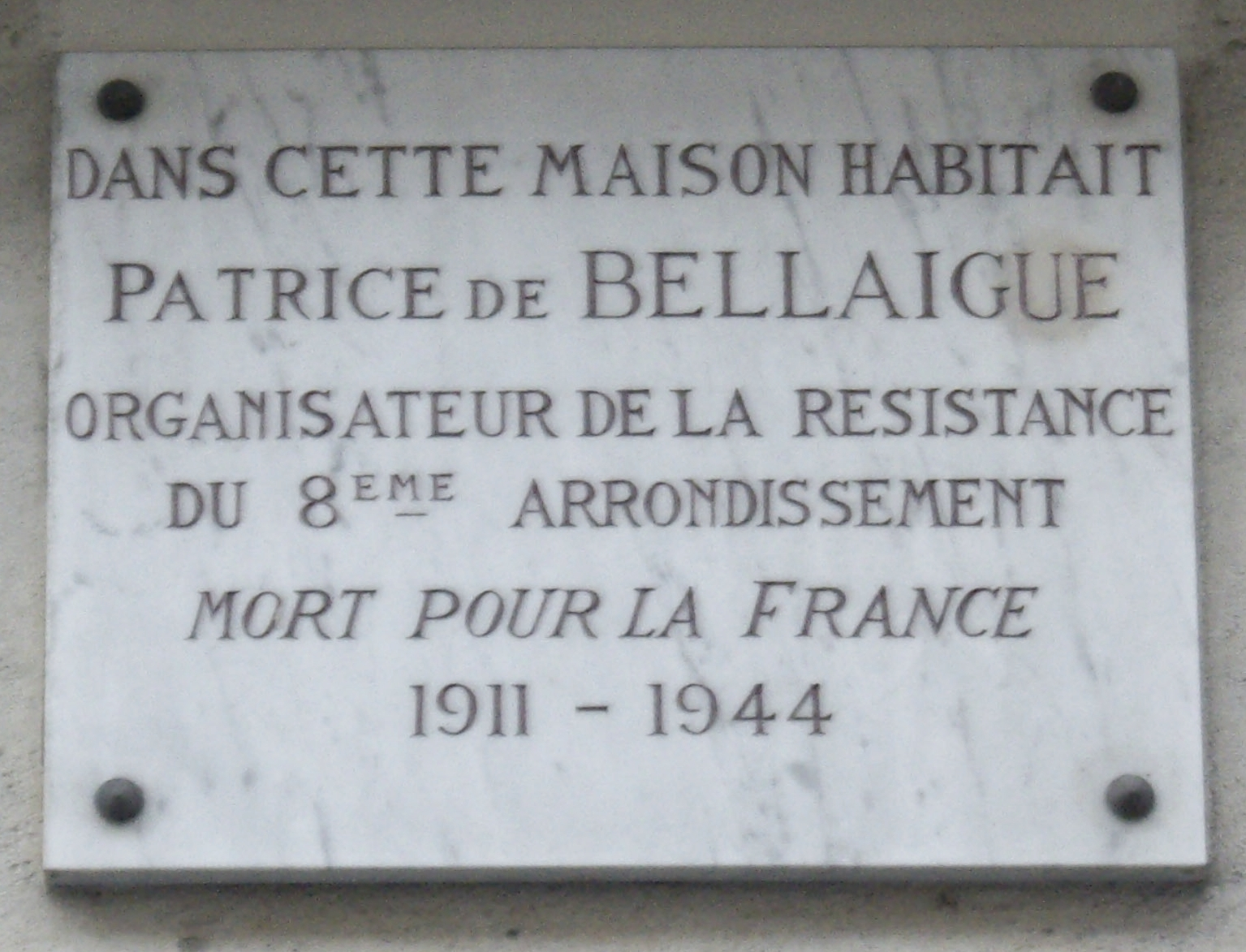
Plaque au no 13.

- A vécu à un numéro inconnu l'homme d'affaires Henry Hermand jusqu'à sa mort en 2016[2].
- No 1 : à cette adresse, en 1975, vivait Anne Jules, comte de Noailles (1900-1979), fils d'Anna de Noailles.
- No 4 : immeuble en construction en 1905, à la commande du comte Tyszkiewicz, un Polonais millionnaire[3].
- No 5 : en 1905, le comte Tyszkiewicz y possède un atelier[3].
- No 7 : le 18 février 1905, une bombe explose devant l’entrée de l’immeuble, faisant un blessé : le poseur de la bombe étant un anarchiste espagnol[3].
- Nos 13-15 : hôtel construit en 1852 par le duc de Morny.

Chancellerie de la légation du Mexique en 1907.
Légation du Paraguay en 1910.
Une plaque commémorative rend hommage au résistant Patrice de Bellaigue (1911-1944), qui y vivait. Il est mort pour la France.
- No 15 : le restaurant Taillevent depuis 1950.